# Ermita de la Virgen del Pilar (Ludiente)
La ermita de la Virgen del Pilar de Ludiente, en la comarca del Alto Mijares, es un lugar de culto catalogado como Bien de Relevancia Local, según la Disposición Adicional Quinta de la Ley 5/2007, de 9 de febrero, de la Generalitat, de modificación de la Ley 4/1998, de 11 de junio, del Patrimonio Cultural Valenciano (DOCV Núm. 5.449 / 13/02/2007), con código 12.08.073-006
La ermita se localiza a salida de la población, siguiendo la carretera CV-194 dirección Castillo de Villamalefa.

## Descripción
Está datada del siglo XVIII pero el edificio actual es el producto de una serie de intervenciones que ha sufrido a lo largo de los años. Se trata de un edificio exento que se encuentra rodeado de una valla dentro de la cual se localiza un Vía Crucis en línea recta hacia la ermita, con casalicios, a ambos lados de la explanada enlosada, para las estaciones y cipreses entre ellos.
El acceso al lugar de culto se hace a través de un atrio consistente en tres arcos de medio punto, uno por lateral cubiertos por una techumbre, de teja roja, de forma piramidal, y a menor altura que el resto del edificio. La fachada de la ermita, tras el atrio, acaba en forma de hastial que hace las veces de espadaña (datada del siglo XX), de fábrica de ladrillos, en arco de medio punto, y rematada con una cruz de forja, en la que se localiza una única campana.
La parte principal de la ermita, la destinada al culto, es de planta rectangular (de unas medidas de 18 metros de longitud y 6.5 metros de anchura), y tres capillas a cada lado (todas con altar propio y advocación distinta), con techumbre a dos aguas, destacando en la parte central la presencia de una cúpula, adornada por tejas de color rojo y azul, elevada sobre un tambor poligonal en el que se abren ventanas en forma de arco de medio punto, con cristales de colores. Interiormente las pechinas de la cúpula se decoran con pinturas de los evangelistas.
Como elemento decorativo interior hay que destacar el fresco con la aparición de la Virgen al apóstol Santiago en Zaragoza, que se localiza en la bóveda del presbiterio, que se ve engalanado por la presencia de una imagen de la Virgen con el Niño en brazos sita en la hornacina que hay en el altar mayor, en el que se puede observar un óleo de San Pascual Bailón.
Además, el templo presenta coro alto a los pies del templo, que se ilumina gracias a la luz que penetra por la ventana rectangular que se abre en la fachada principal, por encima del atrio.
El conjunto se complementa con la casa del ermitaño, que está adherida a la ermita y que, como el atrio, presenta techumbre independiente y a menor altura que el cuerpo central de la ermita.
Las fiestas patronales de Ludiente se celebran el fin de semana y el lunes que estén más próximos a la festividad de la Virgen del Pilar (12 de octubre), día en el que se celebra una misa solemne en la ermita de la Virgen del Pilar.